# Jalisco Open 2012
Il Jalisco Open 2012 è stato un torneo professionistico di tennis maschile giocato sul cemento. È stata la 2ª edizione del torneo che fa parte dell'ATP Challenger Tour nell'ambito dell'ATP Challenger Tour 2012. Si è giocato a Guadalajara in Messico dal 12 al 18 marzo 2012.

## Partecipanti

### Teste di serie
| Nazionalità | Giocatore              | Ranking* | Testa di serie |
| ----------- | ---------------------- | -------- | -------------- |
| Francia     | Édouard Roger-Vasselin | 87       | 1              |
| Germania    | Matthias Bachinger     | 94       | 2              |
| Italia      | Paolo Lorenzi          | 97       | 3              |
| Canada      | Vasek Pospisil         | 114      | 4              |
| Sudafrica   | Rik De Voest           | 119      | 5              |
| Brasile     | Ricardo Mello          | 121      | 6              |
| Estonia     | Jürgen Zopp            | 123      | 7              |
| Sudafrica   | Izak van der Merwe     | 132      | 8              |

- Ranking al 5 marzo 2012.

### Altri partecipanti
Giocatori che hanno ricevuto una wild card:
- Daniel Garza
- Robby Ginepri
- César Ramírez
- Bruno Rodríguez

Giocatori passati dalle qualificazioni:
- Roman Borvanov
- Érik Chvojka
- Robert Farah
- Miguel Ángel Reyes Varela

## Campioni

### Singolare
Thiago Alves ha battuto in finale  Paolo Lorenzi con il punteggio di 6–3, 7–6(4)

### Doppio
James Cerretani /  Adil Shamasdin hanno battuto in finale  Tomasz Bednarek /  Olivier Charroin con il punteggio di 7–6(5), 6–1